# Велика Нешавка
Велика Нешавка (пол. Wielka Nieszawka, нім. Groß Nessau) — село в Польщі, у гміні Велика Нешавка Торунського повіту Куявсько-Поморського воєводства.
Населення — 990 осіб (2011).
У 1975—1998 роках село належало до Торунського воєводства.

## Демографія
Демографічна структура станом на 31 березня 2011 року:
|          | Загалом | Допрацездатний вік | Працездатний вік | Постпрацездатний вік |
| -------- | ------- | ------------------ | ---------------- | -------------------- |
| Чоловіки | 454     | 110                | 290              | 54                   |
| Жінки    | 536     | 125                | 299              | 112                  |
| Разом    | 990     | 235                | 589              | 166                  |